# 巴尔德莫罗-谢拉
巴尔德莫罗-谢拉，是西班牙卡斯蒂利亚-拉曼恰昆卡省的一个市镇。总面积108平方公里，总人口176人（2001年），人口密度2人/平方公里。